# Чемпіонат світу з футболу 1966 (склади команд)
Нижче наведені склади команд для участі у фінальному турнірі чемпіонату світу з футболу 1966 в Англії. 
Лише три команди мали у своєму складі гравців, які представляли іноземні клуби, — збірні Іспанії та ФРН, за кожну з яких грало по три представники клубів італійської Серії A, а також збірна Франції, у заявці якої було по одному представнику італійського «Варезе» та іспанської «Барселони».
Кожна збірна мала подати список із 22 гравців. Склади всіх команд мали по три воротарі, за виключенням збірних Бразилії, Чилі і Північної Кореї, які обмежилися двома голкіперами.

## Група 1

### Англія
Головний тренер: Альф Ремзі
| №  | Поз. | Гравець             | Дата народження (вік)          | Матчів | Клуб                    |
| -- | ---- | ------------------- | ------------------------------ | ------ | ----------------------- |
| 1  | ВР   | Гордон Бенкс        | 30 грудня 1937 (вік 28 років)  | 27     | Лестер Сіті             |
| 2  | ЗХ   | Джордж Коен         | 22 жовтня 1939 (вік 26 років)  | 24     | Фулгем                  |
| 3  | ЗХ   | Рей Вілсон          | 17 грудня 1934 (вік 31 рік)    | 45     | Евертон                 |
| 4  | ПЗ   | Ноббі Стайлс        | 18 травня 1942 (вік 24 роки)   | 14     | Манчестер Юнайтед       |
| 5  | ЗХ   | Джек Чарльтон       | 8 травня 1935 (вік 31 рік)     | 16     | Лідс Юнайтед            |
| 6  | ЗХ   | Боббі Мур (капітан) | 12 квітня 1941 (вік 25 років)  | 41     | Вест Гем Юнайтед        |
| 7  | ПЗ   | Алан Болл           | 12 травня 1945 (вік 21 рік)    | 10     | Блекпул                 |
| 8  | НП   | Джиммі Грівз        | 20 лютого 1940 (вік 26 років)  | 51     | Тоттенгем Готспур       |
| 9  | ПЗ   | Боббі Чарлтон       | 11 жовтня 1937 (вік 28 років)  | 68     | Манчестер Юнайтед       |
| 10 | НП   | Джефф Герст         | 8 грудня 1941 (вік 24 роки)    | 5      | Вест Гем Юнайтед        |
| 11 | НП   | Джон Коннеллі       | 18 липня 1938 (вік 27 років)   | 19     | Манчестер Юнайтед       |
| 12 | ВР   | Рон Спрінгетт       | 22 липня 1935 (вік 30 років)   | 33     | Шеффілд Венсдей         |
| 13 | ВР   | Пітер Бонетті       | 27 вересня 1941 (вік 24 роки)  | 1      | Челсі                   |
| 14 | ЗХ   | Джиммі Армфілд      | 21 вересня 1935 (вік 30 років) | 43     | Блекпул                 |
| 15 | ЗХ   | Джеррі Берн         | 29 серпня 1938 (вік 27 років)  | 2      | Ліверпуль               |
| 16 | ПЗ   | Мартін Пітерс       | 8 листопада 1943 (вік 22 роки) | 3      | Вест Гем Юнайтед        |
| 17 | ПЗ   | Рон Флаверс         | 28 липня 1934 (вік 31 рік)     | 49     | Вулвергемптон Вондерерз |
| 18 | ЗХ   | Норман Гантер       | 29 жовтня 1943 (вік 22 роки)   | 4      | Лідс Юнайтед            |
| 19 | НП   | Террі Пейн          | 23 березня 1939 (вік 27 років) | 18     | Саутгемптон             |
| 20 | ПЗ   | Іан Каллаган        | 10 квітня 1942 (вік 24 роки)   | 1      | Ліверпуль               |
| 21 | НП   | Роджер Гант         | 20 липня 1938 (вік 27 років)   | 13     | Ліверпуль               |
| 22 | ПЗ   | Джордж Істгем       | 23 вересня 1936 (вік 29 років) | 19     | Арсенал (Лондон)        |

### Франція
Головний тренер: Анрі Герен
| №  | Поз. | Гравець                    | Дата народження (вік)          | Матчів | Клуб           |
| -- | ---- | -------------------------- | ------------------------------ | ------ | -------------- |
| 1  | ВР   | Марсель Обур               | 17 червня 1940 (вік 26 років)  | 11     | Олімпік (Ліон) |
| 2  | ЗХ   | Марсель Артелеса (капітан) | 2 липня 1938 (вік 28 років)    | 17     | Монако         |
| 3  | НП   | Едмон Барафф               | 19 жовтня 1942 (вік 23 роки)   | 3      | Тулуза         |
| 4  | ПЗ   | Жозеф Боннель              | 4 січня 1939 (вік 27 років)    | 18     | Валансьєн      |
| 5  | ЗХ   | Бернар Боск'є              | 19 червня 1942 (вік 24 роки)   | 9      | Сошо           |
| 6  | ЗХ   | Робер Будзинський          | 21 травня 1940 (вік 26 років)  | 4      | Нант           |
| 7  | ЗХ   | Андре Шорда                | 20 лютого 1938 (вік 28 років)  | 20     | Бордо          |
| 8  | НП   | Нестор Комбен              | 29 грудня 1940 (вік 25 років)  | 6      | Варезе         |
| 9  | НП   | Дідьє Куеку                | 25 липня 1944 (вік 21 рік)     | 0      | Бордо          |
| 10 | ЗХ   | Ектор Де Бургонь           | 23 липня 1934 (вік 31 рік)     | 2      | Бордо          |
| 11 | ЗХ   | Габріель Де Мішель         | 6 березня 1941 (вік 25 років)  | 0      | Нант           |
| 12 | ЗХ   | Жан Джоркаєфф              | 27 жовтня 1939 (вік 26 років)  | 7      | Ліон           |
| 13 | НП   | Філіпп Гонде               | 17 травня 1942 (вік 24 роки)   | 5      | Нант           |
| 14 | НП   | Жерар Оссер                | 18 березня 1939 (вік 27 років) | 9      | Страсбур       |
| 15 | ПЗ   | Ів Ербе                    | 17 серпня 1945 (вік 20 років)  | 4      | Седан          |
| 16 | ПЗ   | Робер Ербен                | 30 березня 1939 (вік 27 років) | 17     | Сент-Етьєн     |
| 17 | ПЗ   | Люсьєн Мюллер              | 3 вересня 1934 (вік 31 рік)    | 16     | Барселона      |
| 18 | ЗХ   | Жан-Клод П'юмі             | 27 травня 1940 (вік 26 років)  | 2      | Валансьєн      |
| 19 | НП   | Лоран Робюші               | 5 жовтня 1935 (вік 30 років)   | 4      | Бордо          |
| 20 | ПЗ   | Жак Сімон                  | 25 березня 1941 (вік 25 років) | 5      | Нант           |
| 21 | ВР   | Жорж Карню                 | 13 серпня 1942 (вік 23 роки)   | 1      | Стад Франсе    |
| 22 | ВР   | Джонні Шут                 | 7 грудня 1941 (вік 24 роки)    | 0      | Страсбур       |

### Мексика
Головний тренер: Ігнасіо Трельєс Кампос
| №  | Поз. | Гравець                 | Дата народження (вік)            | Матчів | Клуб                  |
| -- | ---- | ----------------------- | -------------------------------- | ------ | --------------------- |
| 1  | ВР   | Антоніо Карбахаль       | 7 червня 1929 (вік 37 років)     | 46     | Леон                  |
| 2  | ЗХ   | Артуро Чайрес Різо      | 14 березня 1937 (вік 29 років)   | 19     | Гвадалахара           |
| 3  | ЗХ   | Густаво Пенья (капітан) | 22 листопада 1941 (вік 24 роки)  | 24     | Оро                   |
| 4  | ЗХ   | Хесус дель Муро         | 30 листопада 1937 (вік 28 років) | 29     | Веракрус              |
| 5  | ЗХ   | Ігнасіо Хаурегі         | 31 липня 1938 (вік 27 років)     | 28     | Монтеррей             |
| 6  | ПЗ   | Ісідро Діас Мехіа       | 14 березня 1940 (вік 26 років)   | 34     | Гвадалахара           |
| 7  | ПЗ   | Феліпе Рувалькаба       | 16 лютого 1941 (вік 25 років)    | 21     | Оро                   |
| 8  | НП   | Аарон Паділья           | 10 липня 1942 (вік 24 роки)      | 16     | УНАМ Пумас            |
| 9  | НП   | Ернесто Сіснерос        | 26 жовтня 1940 (вік 25 років)    | 14     | Атлас (Гвадалахара)   |
| 10 | НП   | Хав'єр Фрагосо          | 19 квітня 1942 (вік 24 роки)     | 13     | Клуб Америка (Мехіко) |
| 11 | НП   | Франсіско Хара          | 3 лютого 1941 (вік 25 років)     | 6      | Гвадалахара           |
| 12 | ВР   | Ігнасіо Кальдерон       | 13 грудня 1943 (вік 22 роки)     | 14     | Гвадалахара           |
| 13 | ПЗ   | Хосе Луїс Гонсалес      | 14 вересня 1942 (вік 23 роки)    | 7      | Некакса               |
| 14 | ЗХ   | Габріель Нуньєс         | 6 лютого 1942 (вік 24 роки)      | 6      | Сакатепек             |
| 15 | ЗХ   | Гільєрмо Ернандес       | 25 червня 1942 (вік 24 роки)     | 5      | Атлас (Гвадалахара)   |
| 16 | ПЗ   | Луїс Регейро            | 22 грудня 1943 (вік 22 роки)     | 1      | УНАМ Пумас            |
| 17 | ПЗ   | Магдалено Меркадо       | 4 квітня 1944 (вік 22 роки)      | 4      | Атлас (Гвадалахара)   |
| 18 | ПЗ   | Еліас Муньос            | 3 листопада 1941 (вік 24 роки)   | 3      | УНАМ Пумас            |
| 19 | НП   | Сальвадор Реєс          | 20 вересня 1936 (вік 29 років)   | 46     | Гвадалахара           |
| 20 | НП   | Енріке Борха            | 20 грудня 1945 (вік 20 років)    | 1      | УНАМ Пумас            |
| 21 | НП   | Раміро Наварро          | 25 травня 1943 (вік 23 роки)     | 4      | Оро                   |
| 22 | ВР   | Хав'єр Варгас           | 22 листопада 1941 (вік 24 роки)  | 2      | Атлас (Гвадалахара)   |

### Уругвай
Головний тренер: Ондіно Вієра
| №  | Поз. | Гравець                | Дата народження (вік)            | Матчів | Клуб                    |
| -- | ---- | ---------------------- | -------------------------------- | ------ | ----------------------- |
| 1  | ВР   | Ладислао Мазуркевич    | 14 лютого 1945 (вік 21 рік)      | 5      | Пеньяроль               |
| 2  | ЗХ   | Орасіо Троче (капітан) | 14 лютого 1936 (вік 30 років)    | 24     | Серро                   |
| 3  | ЗХ   | Хорхе Манісера         | 4 листопада 1938 (вік 27 років)  | 15     | Насьйональ (Монтевідео) |
| 4  | ПЗ   | Пабло Форлан           | 14 липня 1945 (вік 20 років)     | 2      | Пеньяроль               |
| 5  | ЗХ   | Нестор Гонсальвес      | 27 квітня 1936 (вік 30 років)    | 37     | Пеньяроль               |
| 6  | ПЗ   | Омар Каетано           | 8 листопада 1938 (вік 27 років)  | 12     | Пеньяроль               |
| 7  | ПЗ   | Хуліо Сесар Кортес     | 29 березня 1941 (вік 25 років)   | 11     | Пеньяроль               |
| 8  | НП   | Хосе Уррусменді        | 25 серпня 1944 (вік 21 рік)      | 12     | Насьйональ (Монтевідео) |
| 9  | НП   | Хосе Сасія             | 27 грудня 1933 (вік 32 роки)     | 41     | Дефенсор Спортінг       |
| 10 | НП   | Педро Роча             | 3 грудня 1942 (вік 23 роки)      | 20     | Пеньяроль               |
| 11 | НП   | Домінго Перес          | 7 червня 1936 (вік 30 років)     | 20     | Насьйональ (Монтевідео) |
| 12 | ВР   | Роберто Соса           | 14 червня 1935 (вік 31 рік)      | 19     | Насьйональ (Монтевідео) |
| 13 | ЗХ   | Нельсон Діас           | 12 січня 1942 (вік 24 роки)      | 8      | Пеньяроль               |
| 14 | ЗХ   | Еміліо Альварес        | 10 лютого 1939 (вік 27 років)    | 15     | Насьйональ (Монтевідео) |
| 15 | ЗХ   | Луїс Убінья            | 7 червня 1940 (вік 26 років)     | 4      | Рампла Хуніорс          |
| 16 | ЗХ   | Елісео Альварес        | 9 серпня 1940 (вік 25 років)     | 6      | Рампла Хуніорс          |
| 17 | ПЗ   | Ектор Сальва           | 27 листопада 1939 (вік 26 років) | 6      | Данубіо                 |
| 18 | НП   | Мільтон Вієра          | 11 травня 1946 (вік 20 років)    | 2      | Насьйональ (Монтевідео) |
| 19 | ПЗ   | Ектор Сільва           | 1 лютого 1940 (вік 26 років)     | 18     | Пеньяроль               |
| 20 | ЗХ   | Луїс Рамос             | 9 жовтня 1939 (вік 26 років)     | 2      | Насьйональ (Монтевідео) |
| 21 | ПЗ   | Віктор Еспарраго       | 6 жовтня 1944 (вік 21 рік)       | 6      | Насьйональ (Монтевідео) |
| 22 | ВР   | Вальтер Таїбо          | 7 березня 1931 (вік 35 років)    | 31     | Пеньяроль               |

## Група 2

### Аргентина
Головний тренер: Хуан Карлос Лоренсо
| №  | Поз. | Гравець                  | Дата народження (вік)            | Матчів | Клуб                       |
| -- | ---- | ------------------------ | -------------------------------- | ------ | -------------------------- |
| 1  | ВР   | Антоніо Рома             | 13 липня 1932 (вік 33 роки)      |        | Бока Хуніорс               |
| 2  | ВР   | Роландо Іруста           | 27 березня 1938 (вік 28 років)   |        | Ланус                      |
| 3  | ВР   | Уго Гатті                | 19 серпня 1944 (вік 21 рік)      |        | Рівер Плейт                |
| 4  | ЗХ   | Роберто Перфумо          | 3 жовтня 1942 (вік 23 роки)      |        | Расінг (Авельянеда)        |
| 5  | ПЗ   | Хосе Варакка             | 27 травня 1932 (вік 34 роки)     | 28     | Сан-Лоренсо                |
| 6  | ПЗ   | Оскар Калікс             | 18 листопада 1939 (вік 26 років) |        | Сан-Лоренсо                |
| 7  | ЗХ   | Сільвіо Марсоліні        | 4 жовтня 1940 (вік 25 років)     |        | Бока Хуніорс               |
| 8  | ЗХ   | Роберто Феррейро         | 25 квітня 1935 (вік 31 рік)      |        | Індепендьєнте (Авельянеда) |
| 9  | ПЗ   | Кармело Сімеоне          | 22 вересня 1934 (вік 31 рік)     | 22     | Бока Хуніорс               |
| 10 | ПЗ   | Антоніо Раттін (капітан) | 16 травня 1937 (вік 29 років)    |        | Бока Хуніорс               |
| 11 | ПЗ   | Хосе Омар Пасторіса      | 23 травня 1942 (вік 24 роки)     |        | Індепендьєнте (Авельянеда) |
| 12 | ПЗ   | Рафаель Альбрехт         | 23 серпня 1941 (вік 24 роки)     |        | Сан-Лоренсо                |
| 13 | ЗХ   | Нельсон Лопес            | 24 червня 1941 (вік 25 років)    |        | Банфілд                    |
| 14 | НП   | Маріо Чальду             | 6 червня 1942 (вік 24 роки)      |        | Сан-Лоренсо                |
| 15 | ПЗ   | Хорхе Соларі             | 11 листопада 1941 (вік 24 роки)  |        | Рівер Плейт                |
| 16 | НП   | Альберто Гонсалес        | 21 серпня 1941 (вік 24 роки)     |        | Бока Хуніорс               |
| 17 | ПЗ   | Хуан Карлос Сарнарі      | 22 січня 1942 (вік 24 роки)      |        | Рівер Плейт                |
| 18 | НП   | Альфредо Рохас           | 20 лютого 1937 (вік 29 років)    |        | Бока Хуніорс               |
| 19 | НП   | Луїс Артіме              | 2 грудня 1938 (вік 27 років)     | 16     | Індепендьєнте (Авельянеда) |
| 20 | НП   | Ерміндо Онега            | 30 квітня 1940 (вік 26 років)    |        | Рівер Плейт                |
| 21 | НП   | Оскар Мас                | 29 жовтня 1946 (вік 19 років)    |        | Рівер Плейт                |
| 22 | НП   | Анібаль Тарабіні         | 4 серпня 1941 (вік 24 роки)      |        | Індепендьєнте (Авельянеда) |

### Іспанія
Головний тренер: Хосе Вільялонга
| №  | Поз. | Гравець                   | Дата народження (вік)            | Матчів | Клуб              |
| -- | ---- | ------------------------- | -------------------------------- | ------ | ----------------- |
| 1  | ВР   | Хосе Анхель Ірібар        | 1 березня 1943 (вік 23 роки)     | 9      | Атлетік (Більбао) |
| 2  | ЗХ   | Мануель Санчіс            | 26 березня 1938 (вік 28 років)   | 2      | Реал Мадрид       |
| 3  | ЗХ   | Еладіо                    | 18 листопада 1940 (вік 25 років) | 1      | Барселона         |
| 4  | ПЗ   | Луїс дель Соль            | 6 квітня 1935 (вік 31 рік)       | 14     | Ювентус           |
| 5  | ПЗ   | Ігнасіо Соко              | 31 липня 1939 (вік 26 років)     | 19     | Реал Мадрид       |
| 6  | ПЗ   | Хесус Гларія              | 2 січня 1942 (вік 24 роки)       | 7      | Атлетіко (Мадрид) |
| 7  | ПЗ   | Хосе Уфарте               | 17 травня 1941 (вік 25 років)    | 6      | Атлетіко (Мадрид) |
| 8  | НП   | Амансіо                   | 16 жовтня 1939 (вік 26 років)    | 9      | Реал Мадрид       |
| 9  | НП   | Марселіно                 | 29 квітня 1940 (вік 26 років)    | 12     | Реал Сарагоса     |
| 10 | НП   | Луїс Суарес               | 2 травня 1935 (вік 31 рік)       | 29     | Інтернаціонале    |
| 11 | НП   | Франсіско Хенто (капітан) | 21 жовтня 1933 (вік 32 роки)     | 36     | Реал Мадрид       |
| 12 | ВР   | Антоніо Бетанкорт         | 13 березня 1938 (вік 28 років)   | 2      | Реал Мадрид       |
| 13 | ВР   | Мігель Рейна              | 24 січня 1946 (вік 20 років)     | 0      | Кордова           |
| 14 | ЗХ   | Фелісьяно Рівілья         | 21 серпня 1936 (вік 29 років)    | 26     | Атлетіко (Мадрид) |
| 15 | ЗХ   | Северіно Рейха            | 25 листопада 1938 (вік 27 років) | 11     | Реал Сарагоса     |
| 16 | ЗХ   | Ферран Олівелья           | 22 червня 1936 (вік 30 років)    | 18     | Барселона         |
| 17 | ЗХ   | Гальєго                   | 4 березня 1944 (вік 22 роки)     | 0      | Барселона         |
| 18 | ПЗ   | Піррі                     | 11 березня 1945 (вік 21 рік)     | 0      | Реал Мадрид       |
| 19 | ПЗ   | Жозеп Фусте               | 15 квітня 1941 (вік 25 років)    | 5      | Барселона         |
| 20 | ПЗ   | Хоакін Пейро              | 29 січня 1936 (вік 30 років)     | 10     | Інтернаціонале    |
| 21 | ПЗ   | Аделардо                  | 26 вересня 1939 (вік 26 років)   | 10     | Атлетіко (Мадрид) |
| 22 | НП   | Карлос Лапетра            | 29 листопада 1938 (вік 27 років) | 12     | Реал Сарагоса     |

### Швейцарія
Головний тренер:  Альфредо Фоні
| №  | Поз. | Гравець                 | Дата народження (вік)            | Матчів | Клуб         |
| -- | ---- | ----------------------- | -------------------------------- | ------ | ------------ |
| 1  | ВР   | Карл Ельзенер           | 13 серпня 1934 (вік 31 рік)      | 32     | Лозанна      |
| 2  | ЗХ   | Віллі Аллеманн          | 10 червня 1942 (вік 24 роки)     | 1      | Гренхен      |
| 3  | ЗХ   | Курт Армбрустер         | 16 вересня 1934 (вік 31 рік)     | 3      | Лозанна      |
| 4  | ПЗ   | Гайнц Бені              | 18 листопада 1936 (вік 29 років) | 7      | Цюрих        |
| 5  | ЗХ   | Рене Бродманн (капітан) | 25 жовтня 1933 (вік 32 роки)     | 3      | Цюрих        |
| 6  | ПЗ   | Ріхард Дюрр             | 1 грудня 1938 (вік 27 років)     | 17     | Лозанна      |
| 7  | ПЗ   | Гансрюді Фюрер          | 24 грудня 1937 (вік 28 років)    | 6      | Янг Бойз     |
| 8  | ПЗ   | Вітторе Готтарді        | 24 вересня 1941 (вік 24 роки)    | 0      | Лугано       |
| 9  | ПЗ   | Андре Гробеті           | 22 червня 1933 (вік 33 роки)     | 39     | Лозанна      |
| 10 | НП   | Роберт Госп             | 13 грудня 1939 (вік 26 років)    | 11     | Лозанна      |
| 11 | НП   | Якоб Кун                | 12 жовтня 1943 (вік 22 роки)     | 18     | Цюрих        |
| 12 | ВР   | Лео Айхманн             | 24 грудня 1936 (вік 29 років)    | 1      | Ла Шо-де-Фон |
| 13 | НП   | Фріц Кюнцлі             | 8 січня 1946 (вік 20 років)      | 2      | Цюрих        |
| 14 | ЗХ   | Вернер Ляймгрубер       | 2 вересня 1934 (вік 31 рік)      | 9      | Цюрих        |
| 15 | ПЗ   | Карл Одерматт           | 17 грудня 1942 (вік 23 роки)     | 6      | Безель       |
| 16 | НП   | Рене-П'єр Квентен       | 5 серпня 1943 (вік 22 роки)      | 7      | Сьйон        |
| 17 | НП   | Жан-Клод Шиндельгольц   | 11 жовтня 1940 (вік 25 років)    | 10     | Серветт      |
| 18 | ЗХ   | Гайнц Шнайтер           | 12 квітня 1935 (вік 31 рік)      | 43     | Янг Бойз     |
| 19 | ПЗ   | Ксав'є Стьєрлі          | 29 жовтня 1940 (вік 25 років)    | 7      | Цюрих        |
| 20 | ЗХ   | Елі Таккелла            | 25 травня 1936 (вік 30 років)    | 26     | Лозанна      |
| 21 | ПЗ   | Жорж Вюйєм'є            | 21 вересня 1944 (вік 21 рік)     | 5      | Лозанна      |
| 22 | ВР   | Маріо Проспері          | 4 серпня 1945 (вік 20 років)     | 3      | Лугано       |

### ФРН
Головний тренер: Гельмут Шен
| №  | Поз. | Гравець               | Дата народження (вік)           | Матчів | Клуб                          |
| -- | ---- | --------------------- | ------------------------------- | ------ | ----------------------------- |
| 1  | ВР   | Ганс Тільковскі       | 12 липня 1935 (вік 30 років)    | 32     | Боруссія (Дортмунд)           |
| 2  | ЗХ   | Горст-Дітер Геттгес   | 10 вересня 1943 (вік 22 роки)   | 13     | Вердер                        |
| 3  | ЗХ   | Карл-Гайнц Шнеллінгер | 31 березня 1939 (вік 27 років)  | 31     | Мілан                         |
| 4  | ПЗ   | Франц Бекенбауер      | 11 вересня 1945 (вік 20 років)  | 8      | Баварія (Мюнхен)              |
| 5  | ЗХ   | Віллі Шульц           | 4 жовтня 1938 (вік 27 років)    | 31     | Гамбург                       |
| 6  | ЗХ   | Вольфганг Вебер       | 26 червня 1944 (вік 22 роки)    | 12     | Кельн                         |
| 7  | ПЗ   | Альберт Брюлльс       | 26 березня 1937 (вік 29 років)  | 23     | Брешія                        |
| 8  | НП   | Гельмут Галлер        | 21 липня 1939 (вік 26 років)    | 22     | Болонья                       |
| 9  | НП   | Уве Зеелер (капітан)  | 5 листопада 1936 (вік 29 років) | 48     | Гамбург                       |
| 10 | НП   | Зігфрід Гельд         | 7 серпня 1942 (вік 23 роки)     | 4      | Боруссія (Дортмунд)           |
| 11 | НП   | Лотар Еммеріх         | 29 листопада 1941 (вік 24 роки) | 1      | Боруссія (Дортмунд)           |
| 12 | ПЗ   | Вольфганг Оверат      | 29 вересня 1943 (вік 22 роки)   | 16     | Кельн                         |
| 13 | НП   | Гайнц Горніг          | 28 вересня 1937 (вік 28 років)  | 7      | Кельн                         |
| 14 | ЗХ   | Альфред Луц           | 21 січня 1939 (вік 27 років)    | 11     | Айнтрахт (Франкфурт-на-Майні) |
| 15 | ЗХ   | Бернд Патцке          | 14 березня 1943 (вік 23 роки)   | 2      | Мюнхен 1860                   |
| 16 | ПЗ   | Макс Лоренц           | 19 серпня 1939 (вік 26 років)   | 7      | Вердер                        |
| 17 | ЗХ   | Вольфганг Пауль       | 25 січня 1940 (вік 26 років)    | 0      | Боруссія (Дортмунд)           |
| 18 | ЗХ   | Клаус-Дітер Зілофф    | 27 лютого 1942 (вік 24 роки)    | 8      | Штутгарт                      |
| 19 | НП   | Вернер Кремер         | 23 січня 1940 (вік 26 років)    | 11     | Майдеріхер                    |
| 20 | НП   | Юрген Грабовскі       | 7 липня 1944 (вік 22 роки)      | 3      | Айнтрахт (Франкфурт-на-Майні) |
| 21 | ВР   | Гюнтер Бернард        | 4 листопада 1939 (вік 26 років) | 4      | Вердер                        |
| 22 | ВР   | Зепп Маєр             | 28 лютого 1944 (вік 22 роки)    | 1      | Баварія (Мюнхен)              |

## Група 3

### Бразилія
Головний тренер: Вісенте Феола
| №  | Поз. | Гравець           | Дата народження (вік)          | Матчів | Клуб                  |
| -- | ---- | ----------------- | ------------------------------ | ------ | --------------------- |
| 1  | ВР   | Жилмар            | 22 серпня 1930 (вік 35 років)  | 90     | Сантус                |
| 2  | ЗХ   | Джалма Сантус     | 27 лютого 1929 (вік 37 років)  | 95     | Палмейрас             |
| 3  | ЗХ   | Фіделіс           | 13 березня 1944 (вік 22 роки)  | 6      | Бангу                 |
| 4  | ЗХ   | Белліні (капітан) | 7 червня 1930 (вік 36 років)   | 49     | Сан-Паулу             |
| 5  | ЗХ   | Бріто             | 9 серпня 1939 (вік 26 років)   | 8      | Васко да Гама         |
| 6  | ЗХ   | Алтаїр            | 21 січня 1938 (вік 28 років)   | 16     | Флуміненсе            |
| 7  | ЗХ   | Орландо           | 20 вересня 1935 (вік 30 років) | 29     | Сантус                |
| 8  | ЗХ   | Пауло Енріке      | 5 січня 1943 (вік 23 роки)     | 7      | Фламенгу              |
| 9  | ЗХ   | Рілдо             | 23 січня 1942 (вік 24 роки)    | 19     | Ботафого              |
| 10 | НП   | Пеле              | 23 жовтня 1940 (вік 25 років)  | 57     | Сантус                |
| 11 | ПЗ   | Жерсон            | 11 січня 1941 (вік 25 років)   | 21     | Ботафого              |
| 12 | ВР   | Манга             | 26 квітня 1937 (вік 29 років)  | 11     | Ботафого              |
| 13 | ПЗ   | Денілсон          | 28 березня 1943 (вік 23 роки)  | 4      | Флуміненсе            |
| 14 | ПЗ   | Ліма              | 18 січня 1942 (вік 24 роки)    | 12     | Сантус                |
| 15 | ПЗ   | Зіто              | 18 серпня 1932 (вік 33 роки)   | 46     | Сантус                |
| 16 | НП   | Гаррінча          | 28 жовтня 1933 (вік 32 роки)   | 48     | Корінтіанс            |
| 17 | ПЗ   | Жаїрзіньйо        | 25 грудня 1944 (вік 21 рік)    | 14     | Ботафого              |
| 18 | НП   | Алсіндо           | 16 грудня 1945 (вік 20 років)  | 4      | Греміо (Порту-Алегрі) |
| 19 | НП   | Сілва             | 2 січня 1940 (вік 26 років)    | 5      | Фламенгу              |
| 20 | ПЗ   | Тостао            | 25 січня 1947 (вік 19 років)   | 6      | Крузейро              |
| 21 | НП   | Парана            | 21 березня 1942 (вік 24 роки)  | 8      | Сан-Паулу             |
| 22 | НП   | Еду               | 6 серпня 1949 (вік 16 років)   | 5      | Сантус                |

### Болгарія
Головний тренер:  Рудольф Витлачил
| №  | Поз. | Гравець                   | Дата народження (вік)           | Матчів | Клуб              |
| -- | ---- | ------------------------- | ------------------------------- | ------ | ----------------- |
| 1  | ВР   | Георгій Найденов          | 21 грудня 1931 (вік 34 роки)    | 49     | ЦСКА (Софія)      |
| 2  | ЗХ   | Александар Шаламанов      | 4 вересня 1941 (вік 24 роки)    | 13     | Славія (Софія)    |
| 3  | ЗХ   | Іван Вуцов                | 14 грудня 1939 (вік 26 років)   | 21     | Левські           |
| 4  | ЗХ   | Борис Гаганелов (капітан) | 7 жовтня 1941 (вік 24 роки)     | 23     | ЦСКА (Софія)      |
| 5  | ЗХ   | Димитар Пенєв             | 12 липня 1945 (вік 20 років)    | 17     | ЦСКА (Софія)      |
| 6  | ЗХ   | Добромир Жечев            | 12 листопада 1942 (вік 23 роки) | 13     | Спартак (Софія)   |
| 7  | ПЗ   | Динко Дерменджиєв         | 2 червня 1941 (вік 25 років)    | 6      | Ботев (Пловдив)   |
| 8  | ПЗ   | Стоян Кітов               | 27 серпня 1938 (вік 27 років)   | 20     | Спартак (Софія)   |
| 9  | НП   | Георгі Аспарухов          | 4 травня 1943 (вік 23 роки)     | 25     | Левські           |
| 10 | НП   | Петар Жеков               | 10 жовтня 1944 (вік 21 рік)     | 5      | Берое             |
| 11 | НП   | Іван Колев                | 1 листопада 1930 (вік 35 років) | 73     | ЦСКА (Софія)      |
| 12 | ПЗ   | Васил Методієв            | 6 січня 1935 (вік 31 рік)       | 17     | Локомотив (Софія) |
| 13 | НП   | Димитар Якимов            | 12 серпня 1941 (вік 24 роки)    | 35     | ЦСКА (Софія)      |
| 14 | НП   | Нікола Котков             | 9 грудня 1938 (вік 27 років)    | 20     | Локомотив (Софія) |
| 15 | ЗХ   | Димитар Ларгов            | 10 вересня 1936 (вік 29 років)  | 19     | Славія (Софія)    |
| 16 | НП   | Александар Костов         | 5 березня 1938 (вік 28 років)   | 7      | Левські           |
| 17 | НП   | Стефан Абаджиєв           | 3 липня 1934 (вік 32 роки)      | 27     | Левські           |
| 18 | ПЗ   | Евгеній Янчовський        | 5 вересня 1939 (вік 26 років)   | 9      | Берое             |
| 19 | ЗХ   | Виден Апостолов           | 17 жовтня 1941 (вік 24 роки)    | 14     | Ботев (Пловдив)   |
| 20 | ПЗ   | Іван Давидов              | 5 жовтня 1943 (вік 22 роки)     | 1      | Славія (Софія)    |
| 21 | ВР   | Сімеон Сімеонов           | 26 квітня 1946 (вік 20 років)   | 4      | Славія (Софія)    |
| 22 | ВР   | Іван Деянов               | 16 грудня 1937 (вік 28 років)   | 9      | Локомотив (Софія) |

### Угорщина
Головний тренер: Лайош Бароті
| №  | Поз. | Гравець                | Дата народження (вік)           | Матчів | Клуб            |
| -- | ---- | ---------------------- | ------------------------------- | ------ | --------------- |
| 1  | ВР   | Анталь Сентміхаї       | 13 червня 1939 (вік 27 років)   | 20     | Уйпешт          |
| 2  | ЗХ   | Бене Капоста           | 7 червня 1942 (вік 24 роки)     | 3      | Уйпешт          |
| 3  | ЗХ   | Шандор Матраї          | 20 листопада 1932 (вік 33 роки) | 71     | Ференцварош     |
| 4  | ЗХ   | Кальман Шоварі         | 21 грудня 1940 (вік 25 років)   | 16     | Уйпешт          |
| 5  | ЗХ   | Кальман Месей          | 16 липня 1941 (вік 24 роки)     | 37     | Вашаш           |
| 6  | ПЗ   | Ференц Шипош (капітан) | 13 грудня 1932 (вік 33 роки)    | 71     | Будапешт Гонвед |
| 7  | НП   | Ференц Бене            | 17 грудня 1944 (вік 21 рік)     | 17     | Уйпешт          |
| 8  | ПЗ   | Золтан Варга           | 1 січня 1945 (вік 21 рік)       | 3      | Ференцварош     |
| 9  | ПЗ   | Флоріан Альберт        | 15 вересня 1941 (вік 24 роки)   | 51     | Ференцварош     |
| 10 | НП   | Янош Фаркаш            | 27 березня 1942 (вік 24 роки)   | 13     | Вашаш           |
| 11 | НП   | Дьюла Ракоші           | 9 жовтня 1938 (вік 27 років)    | 27     | Ференцварош     |
| 12 | НП   | Мате Феньвеші          | 20 вересня 1933 (вік 32 роки)   | 76     | Ференцварош     |
| 13 | ПЗ   | Імре Матес             | 25 березня 1937 (вік 29 років)  | 5      | Вашаш           |
| 14 | ПЗ   | Іштван Надь            | 14 квітня 1939 (вік 27 років)   | 19     | МТК (Будапешт)  |
| 15 | НП   | Деже Мольнар           | 2 грудня 1939 (вік 26 років)    | 1      | Вашаш           |
| 16 | НП   | Лайош Тіхі             | 21 березня 1935 (вік 31 рік)    | 71     | Будапешт Гонвед |
| 17 | ЗХ   | Густав Сепеші          | 17 липня 1939 (вік 26 років)    | 2      | Татабанья       |
| 18 | ЗХ   | Кальман Іхас           | 6 березня 1941 (вік 25 років)   | 9      | Вашаш           |
| 19 | НП   | Лайош Пушкаш           | 3 серпня 1944 (вік 21 рік)      | 2      | Вашаш           |
| 20 | НП   | Антал Надь             | 16 травня 1944 (вік 22 роки)    | 3      | Будапешт Гонвед |
| 21 | ВР   | Йожеф Гелеї            | 29 червня 1938 (вік 28 років)   | 7      | Татабанья       |
| 22 | ВР   | Іштван Геці            | 13 червня 1944 (вік 22 роки)    | 2      | Ференцварош     |

### Португалія
Головний тренер:  Отто Глорія
| №  | Поз. | Гравець                | Дата народження (вік)          | Матчів | Клуб               |
| -- | ---- | ---------------------- | ------------------------------ | ------ | ------------------ |
| 1  | ВР   | Америку                | 6 березня 1933 (вік 33 роки)   | 6      | Порту              |
| 2  | ВР   | Жуакім Карвалью        | 18 квітня 1937 (вік 29 років)  | 5      | Спортінг (Лісабон) |
| 3  | ВР   | Жозе Перейра           | 15 вересня 1931 (вік 34 роки)  | 5      | Белененсеш         |
| 4  | ЗХ   | Вісенті                | 24 вересня 1935 (вік 30 років) | 16     | Белененсеш         |
| 5  | ЗХ   | Жерману                | 18 січня 1933 (вік 33 роки)    | 23     | Бенфіка            |
| 6  | ПЗ   | Фернанду Періш         | 8 січня 1942 (вік 24 роки)     | 3      | Спортінг (Лісабон) |
| 7  | НП   | Ернешту Фігейреду      | 6 липня 1937 (вік 29 років)    | 2      | Спортінг (Лісабон) |
| 8  | НП   | Жуан Лоренсу           | 8 квітня 1942 (вік 24 роки)    | 0      | Спортінг (Лісабон) |
| 9  | ПЗ   | Іларіу                 | 19 березня 1939 (вік 27 років) | 18     | Спортінг (Лісабон) |
| 10 | ПЗ   | Маріу Колуна (капітан) | 6 серпня 1935 (вік 30 років)   | 45     | Бенфіка            |
| 11 | ПЗ   | Антоніу Сімойнш        | 14 грудня 1943 (вік 22 роки)   | 20     | Бенфіка            |
| 12 | ПЗ   | Жозе Аугушту           | 13 квітня 1937 (вік 29 років)  | 29     | Бенфіка            |
| 13 | НП   | Еусебіу                | 25 січня 1942 (вік 24 роки)    | 26     | Бенфіка            |
| 14 | ПЗ   | Фернанду Круж          | 12 серпня 1940 (вік 25 років)  | 10     | Бенфіка            |
| 15 | НП   | Мануел Дуарті          | 20 травня 1943 (вік 23 роки)   | 2      | Лейшойш            |
| 16 | ПЗ   | Жаймі Граса            | 10 січня 1942 (вік 24 роки)    | 6      | Віторія (Сетубал)  |
| 17 | ЗХ   | Жуан Мораїш            | 6 березня 1935 (вік 31 рік)    | 2      | Спортінг (Лісабон) |
| 18 | НП   | Жозе Торріш            | 8 вересня 1938 (вік 27 років)  | 18     | Бенфіка            |
| 19 | ПЗ   | Куштодіу Пінту         | 9 лютого 1942 (вік 24 роки)    | 10     | Порту              |
| 20 | ЗХ   | Алешандрі Баптішта     | 17 лютого 1941 (вік 25 років)  | 4      | Спортінг (Лісабон) |
| 21 | ЗХ   | Жозе Карлуш            | 22 вересня 1941 (вік 24 роки)  | 19     | Спортінг (Лісабон) |
| 22 | ЗХ   | Алберту Фешта          | 21 липня 1939 (вік 26 років)   | 16     | Порту              |

## Група 4

### Чилі
Головний тренер: Луїс Аламос
| №  | Поз. | Гравець                  | Дата народження (вік)            | Матчів | Клуб                 |
| -- | ---- | ------------------------ | -------------------------------- | ------ | -------------------- |
| 1  | НП   | Педро Арая               | 23 січня 1942 (вік 24 роки)      | 20     | Універсідад де Чилі  |
| 2  | ЗХ   | Уго Берлі                | 31 грудня 1941 (вік 24 роки)     | 0      | Аудакс Італьяно      |
| 3  | ПЗ   | Карлос Кампос            | 14 лютого 1937 (вік 29 років)    | 10     | Універсідад де Чилі  |
| 4  | ПЗ   | Умберто Крус             | 8 грудня 1939 (вік 26 років)     | 16     | Коло-Коло            |
| 5  | ЗХ   | Умберто Доносо           | 9 жовтня 1938 (вік 27 років)     | 14     | Універсідад де Чилі  |
| 6  | ЗХ   | Луїс Ейсагірре           | 22 червня 1939 (вік 27 років)    | 38     | Універсідад де Чилі  |
| 7  | ЗХ   | Еліас Фігероа            | 25 жовтня 1946 (вік 19 років)    | 7      | Сантьяго Вондерерз   |
| 8  | НП   | Альберто Фуїю            | 22 листопада 1940 (вік 25 років) | 36     | Універсідад Католіка |
| 9  | ВР   | Адан Годой               | 26 листопада 1936 (вік 29 років) | 14     | Універсідад Католіка |
| 10 | ПЗ   | Роберто Годж             | 30 липня 1944 (вік 21 рік)       | 9      | Універсідад де Чилі  |
| 11 | НП   | Оноріно Ланда            | 1 червня 1942 (вік 24 роки)      | 23     | Грін Кросс           |
| 12 | ПЗ   | Рубен Маркос             | 6 грудня 1942 (вік 23 роки)      | 17     | Універсідад де Чилі  |
| 13 | ВР   | Хуан Оліварес            | 20 лютого 1941 (вік 25 років)    | 4      | Сантьяго Вондерерз   |
| 14 | ПЗ   | Ігнасіо Пр'єто           | 23 вересня 1943 (вік 22 роки)    | 15     | Універсідад Католіка |
| 15 | ПЗ   | Хайме Рамірес            | 14 серпня 1931 (вік 34 роки)     | 46     | Універсідад де Чилі  |
| 16 | НП   | Орландо Рамірес          | 7 травня 1943 (вік 23 роки)      | 11     | Універсідад де Чилі  |
| 17 | ПЗ   | Леонель Санчес (капітан) | 25 квітня 1936 (вік 30 років)    | 77     | Універсідад де Чилі  |
| 18 | ПЗ   | Армандо Тобар            | 7 червня 1938 (вік 28 років)     | 29     | Універсідад Католіка |
| 19 | НП   | Франсіско Вальдес        | 19 березня 1943 (вік 23 роки)    | 11     | Коло-Коло            |
| 20 | ЗХ   | Альберто Валентіні       | 25 листопада 1938 (вік 27 років) | 17     | Коло-Коло            |
| 21 | ЗХ   | Уго Вільянуева           | 9 квітня 1939 (вік 27 років)     | 15     | Універсідад де Чилі  |
| 22 | НП   | Гільєрмо Явар            | 26 березня 1943 (вік 23 роки)    | 11     | Універсідад де Чилі  |

### Італія
Головний тренер: Едмондо Фаббрі
| №  | Поз. | Гравець                     | Дата народження (вік)            | Матчів | Клуб           |
| -- | ---- | --------------------------- | -------------------------------- | ------ | -------------- |
| 1  | ВР   | Енріко Альбертозі           | 2 листопада 1939 (вік 26 років)  | 10     | Фіорентіна     |
| 2  | ВР   | Роберто Андзолін            | 18 квітня 1938 (вік 28 років)    | 1      | Ювентус        |
| 3  | ПЗ   | Паоло Барізон               | 23 червня 1936 (вік 30 років)    | 7      | Рома           |
| 4  | ПЗ   | Джакомо Бульгареллі         | 24 жовтня 1940 (вік 25 років)    | 24     | Болонья        |
| 5  | ЗХ   | Тарчізіо Бурньїч            | 25 квітня 1939 (вік 27 років)    | 12     | Інтернаціонале |
| 6  | ЗХ   | Джачінто Факкетті           | 18 липня 1942 (вік 23 роки)      | 21     | Інтернаціонале |
| 7  | ПЗ   | Романо Фольї                | 21 січня 1938 (вік 28 років)     | 11     | Болонья        |
| 8  | ЗХ   | Арістіде Гварнері           | 7 березня 1938 (вік 28 років)    | 12     | Інтернаціонале |
| 9  | ЗХ   | Франческо Янич              | 27 березня 1937 (вік 29 років)   | 5      | Болонья        |
| 10 | НП   | Антоніо Юліано              | 1 січня 1943 (вік 23 роки)       | 1      | Наполі         |
| 11 | ЗХ   | Спартако Ландіні            | 31 січня 1944 (вік 22 роки)      | 1      | Інтернаціонале |
| 12 | ПЗ   | Джанфранко Леончіні         | 25 вересня 1939 (вік 26 років)   | 1      | Ювентус        |
| 13 | ПЗ   | Джованні Лодетті            | 10 серпня 1942 (вік 23 роки)     | 12     | Мілан          |
| 14 | НП   | Сандро Маццола              | 8 листопада 1942 (вік 23 роки)   | 19     | Інтернаціонале |
| 15 | НП   | Луїджі Мероні               | 24 лютого 1943 (вік 23 роки)     | 5      | Торіно         |
| 16 | НП   | Едзіо Паскутті              | 1 червня 1937 (вік 29 років)     | 15     | Болонья        |
| 17 | ПЗ   | Маріно Перані               | 27 жовтня 1939 (вік 26 років)    | 2      | Болонья        |
| 18 | ВР   | П'єр Луїджі Піццабалла      | 14 вересня 1939 (вік 26 років)   | 1      | Аталанта       |
| 19 | НП   | Джанні Рівера               | 18 серпня 1943 (вік 22 роки)     | 23     | Мілан          |
| 20 | НП   | Франческо Ріццо             | 30 травня 1943 (вік 23 роки)     | 2      | Кальярі        |
| 21 | ЗХ   | Роберто Розато              | 18 серпня 1943 (вік 22 роки)     | 12     | Торіно         |
| 22 | ЗХ   | Сандро Сальвадоре (капітан) | 29 листопада 1939 (вік 26 років) | 27     | Ювентус        |

### КНДР
Джерело: ФІФА
Головний тренер: Мьон Ре Хьон
| №  | Поз. | Гравець                | Дата народження (вік)           | Матчів | Клуб      |
| -- | ---- | ---------------------- | ------------------------------- | ------ | --------- |
| 1  | ВР   | Лі Чхан Мьон           | 2 січня 1947 (вік 19 років)     |        | Кігванчха |
| 2  | ЗХ   | Пак Лі Соп             | 6 січня 1944 (вік 22 роки)      |        | Амноккан  |
| 3  | ЗХ   | Сін Йон Кю             | 30 березня 1942 (вік 24 роки)   |        | Моранбонг |
| 4  | ПЗ   | Кан Бон Чхіль          | 7 листопада 1943 (вік 22 роки)  |        | 25 квітня |
| 5  | ЗХ   | Лім Чжун Сон           | 16 липня 1943 (вік 22 роки)     |        | Моранбонг |
| 6  | ПЗ   | Ім Син Хві             | 3 лютого 1946 (вік 20 років)    |        | 25 квітня |
| 7  | НП   | Пак Ду Ік              | 17 березня 1942 (вік 24 роки)   |        | Моранбонг |
| 8  | НП   | Пак Син Чжін (капітан) | 11 січня 1941 (вік 25 років)    |        | Моранбонг |
| 9  | ВР   | Лі Кин Хак             | 7 липня 1940 (вік 26 років)     |        | Моранбонг |
| 10 | НП   | Кан Рьон Ун            | 25 квітня 1942 (вік 24 роки)    |        | Родонджа  |
| 11 | ПЗ   | Хан Бон Чжін           | 2 вересня 1945 (вік 20 років)   |        | 25 квітня |
| 12 | НП   | Кім Син Іль            | 2 вересня 1945 (вік 20 років)   |        | Моранбонг |
| 13 | ЗХ   | О Юн Кьон              | 6 серпня 1941 (вік 24 роки)     |        | 8 серпня  |
| 14 | ЗХ   | Ха Чжун Вон            | 20 квітня 1942 (вік 24 роки)    |        | 8 серпня  |
| 15 | НП   | Ян Син Кук             | 19 серпня 1944 (вік 21 рік)     |        | Кігванчха |
| 16 | ПЗ   | Лі Дон Ун              | 4 липня 1945 (вік 21 рік)       |        | Родонджа  |
| 17 | ПЗ   | Кім Бон Хван           | 4 липня 1939 (вік 27 років)     |        | Кігванчха |
| 18 | ПЗ   | Ке Син Ун              | 26 грудня 1943 (вік 22 роки)    |        | Родонджа  |
| 19 | ЗХ   | Кім Йон Гіль           | 29 січня 1944 (вік 22 роки)     |        | Родонджа  |
| 20 | ЗХ   | Лю Чхан Гіль           | 5 листопада 1940 (вік 25 років) |        | Кігванчха |
| 21 | ПЗ   | Ан Се Бок              | 29 жовтня 1946 (вік 19 років)   |        | Амноккан  |
| 22 | НП   | Лі Чхі Ан              | 7 липня 1945 (вік 21 рік)       |        | 25 квітня |

### СРСР
Головний тренер: Морозов Микола Петрович
| №  | Поз. | Гравець                                  | Дата народження (вік)          | Матчів | Клуб                 |
| -- | ---- | ---------------------------------------- | ------------------------------ | ------ | -------------------- |
| 1  | ВР   | Яшин Лев Іванович                        | 22 жовтня 1929 (вік 36 років)  | 63     | Динамо (Москва)      |
| 2  | НП   | Серебряніков Віктор Петрович             | 29 березня 1940 (вік 26 років) | 7      | Динамо (Київ)        |
| 3  | ЗХ   | Островський Леонід Альфонсович           | 17 січня 1936 (вік 30 років)   | 7      | Динамо (Київ)        |
| 4  | ЗХ   | Пономарьов Володимир Олексійович         | 18 лютого 1940 (вік 26 років)  | 16     | ЦСКА (Москва)        |
| 5  | ПЗ   | Афонін Валентин Іванович                 | 22 грудня 1939 (вік 26 років)  | 10     | СКА (Ростов-на-Дону) |
| 6  | ЗХ   | Шестерньов Альберт Олексійович (капітан) | 20 червня 1941 (вік 25 років)  | 28     | ЦСКА (Москва)        |
| 7  | ПЗ   | Хурцилава Муртаз Калістратович           | 5 січня 1943 (вік 23 роки)     | 5      | Динамо (Тбілісі)     |
| 8  | ПЗ   | Сабо Йожеф Йожефович                     | 29 лютого 1940 (вік 26 років)  | 10     | Динамо (Київ)        |
| 9  | ЗХ   | Гетманов Віктор Павлович                 | 4 травня 1940 (вік 26 років)   | 5      | СКА (Ростов-на-Дону) |
| 10 | ЗХ   | Данилов Василь Савелійович               | 13 травня 1941 (вік 25 років)  | 13     | Зеніт                |
| 11 | ПЗ   | Численко Ігор Леонідович                 | 4 січня 1939 (вік 27 років)    | 26     | Динамо (Москва)      |
| 12 | ПЗ   | Воронін Валерій Іванович                 | 17 липня 1939 (вік 26 років)   | 46     | Торпедо (Москва)     |
| 13 | ЗХ   | Корнєєв Олексій Олександрович            | 6 лютого 1939 (вік 27 років)   | 4      | Спартак (Москва)     |
| 14 | ПЗ   | Січінава Георгій Володимирович           | 15 вересня 1944 (вік 21 рік)   | 5      | Динамо (Тбілісі)     |
| 15 | НП   | Хусаїнов Галімзян Саліхович              | 27 червня 1937 (вік 29 років)  | 26     | Спартак (Москва)     |
| 16 | НП   | Метревелі Слава Калістратович            | 30 травня 1936 (вік 30 років)  | 42     | Динамо (Тбілісі)     |
| 17 | НП   | Поркуян Валерій Семенович                | 4 жовтня 1944 (вік 21 рік)     | 0      | Динамо (Київ)        |
| 18 | НП   | Банішевський Анатолій Андрійович         | 23 лютого 1946 (вік 20 років)  | 13     | Нефтчі (Баку)        |
| 19 | НП   | Малофєєв Едуард Васильович               | 2 червня 1942 (вік 24 роки)    | 15     | Динамо (Мінськ)      |
| 20 | НП   | Маркаров Едуард Артемович                | 20 червня 1942 (вік 24 роки)   | 1      | Нефтчі (Баку)        |
| 21 | ВР   | Кавазашвілі Анзор Амберкович             | 19 липня 1940 (вік 25 років)   | 9      | Торпедо (Москва)     |
| 22 | ВР   | Банніков Віктор Максимович               | 28 квітня 1938 (вік 28 років)  | 7      | Динамо (Київ)        |